# Microscopio invertido
El microscopio invertido es microscopio cuya fuente de luz y condensador están ubicados por encima de la platina mientras que los objetivos están colocados en la parte inferior. El principio de funcionamiento y formación de la imagen es el mismo que el del microscopio tradicional. Su uso principal es el cultivo celular (células vivas) sin una preparación previa y la monitorización de actividades (crecimiento, comportamiento). Fue inventado en 1850 por J. Lawrence Smith, un miembro de la facultad de la Universidad de Tulane (entonces llamado Colegio Médico de Louisiana, Medical College of Louisiana).

## Construcción
La platina de un microscopio invertido suele ser fija y el enfoque se ajusta moviendo los objetivos a lo largo del eje vertical para acercarlo o alejarlo de la muestra que se analiza. El mecanismo de enfoque típico tiene el ajuste macrométrico y micrométrico en un solo tornillo concéntrico.
Dependiendo del tamaño del microscopio, este dispondrá desde cuatro hasta seis objetivos de diferente magnificación en el revolver. Este tipo de microscopios suelen poseer además accesorios como cámaras, mecanismos de estabilización, iluminación fluorescente, escáner confocal y muchas otras.

## Aplicaciones biológicas
Los microscopios biológicos son útiles para observar células vivas u organismos en el fondo de un contenedor grande (como un flasco de cultivo) bajo mejores condiciones que como se haría en un portaobjetos en un microscopio convencional.
Se utiliza también para visualizar bacterias como las de la tuberculosis con una técnica llamada susceptibilidad a drogas de Mycobacterium tuberculosis mediante observación microscópica (MODS).

## Micromanipulación
Los microscopios invertidos se usan para micromanipulación cuando se necesita espacio para las microherramientas que se usan y para aplicaciones metalúrgicas donde las muestras limpias pueden ponerse en la platina y visualizadas mediante objetivos reflectantes.

## Galería de imágenes

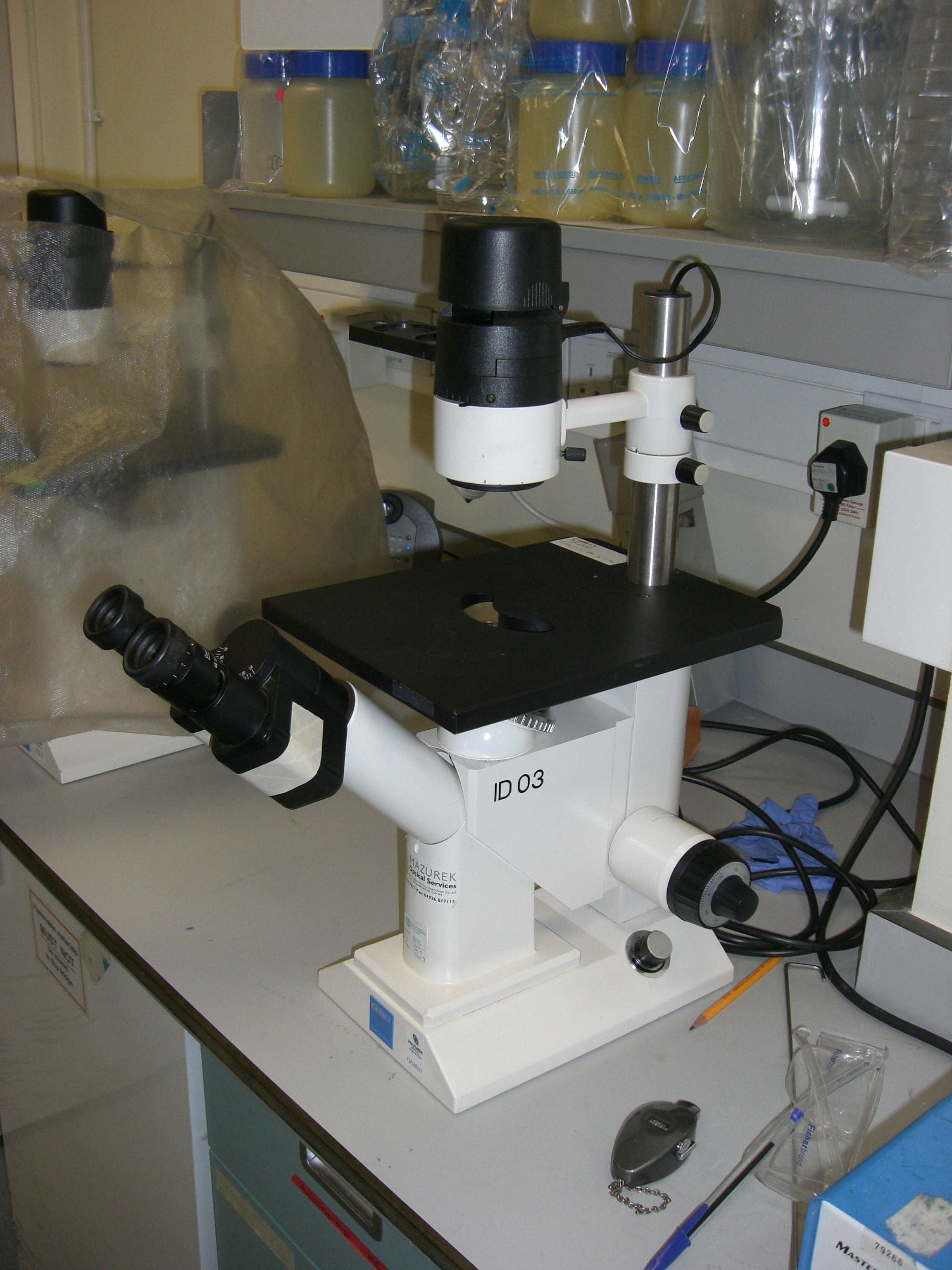
Microscopio invertido usado en la industria del tejido.
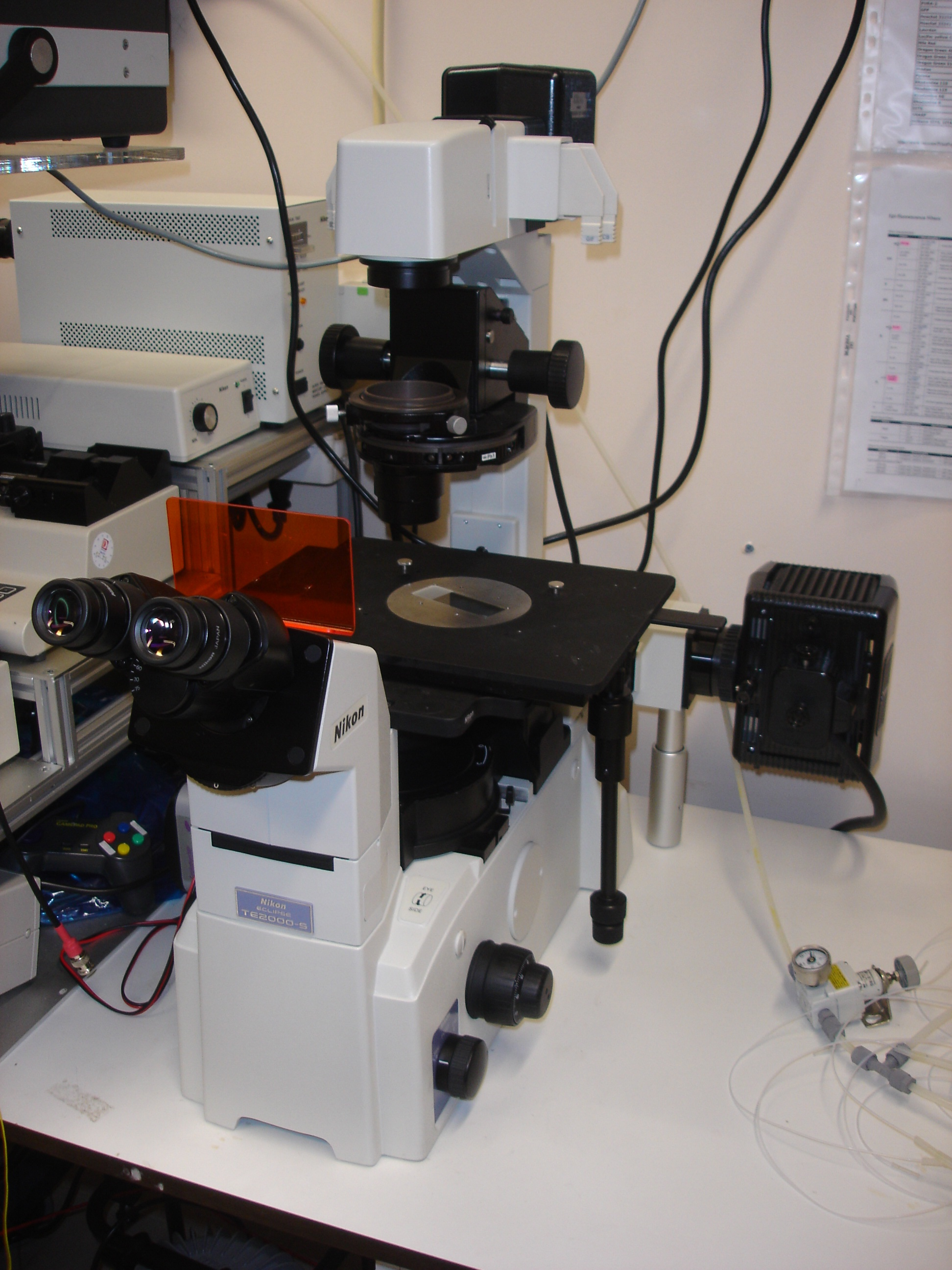
Microscopio invertido de fluorescenccia.
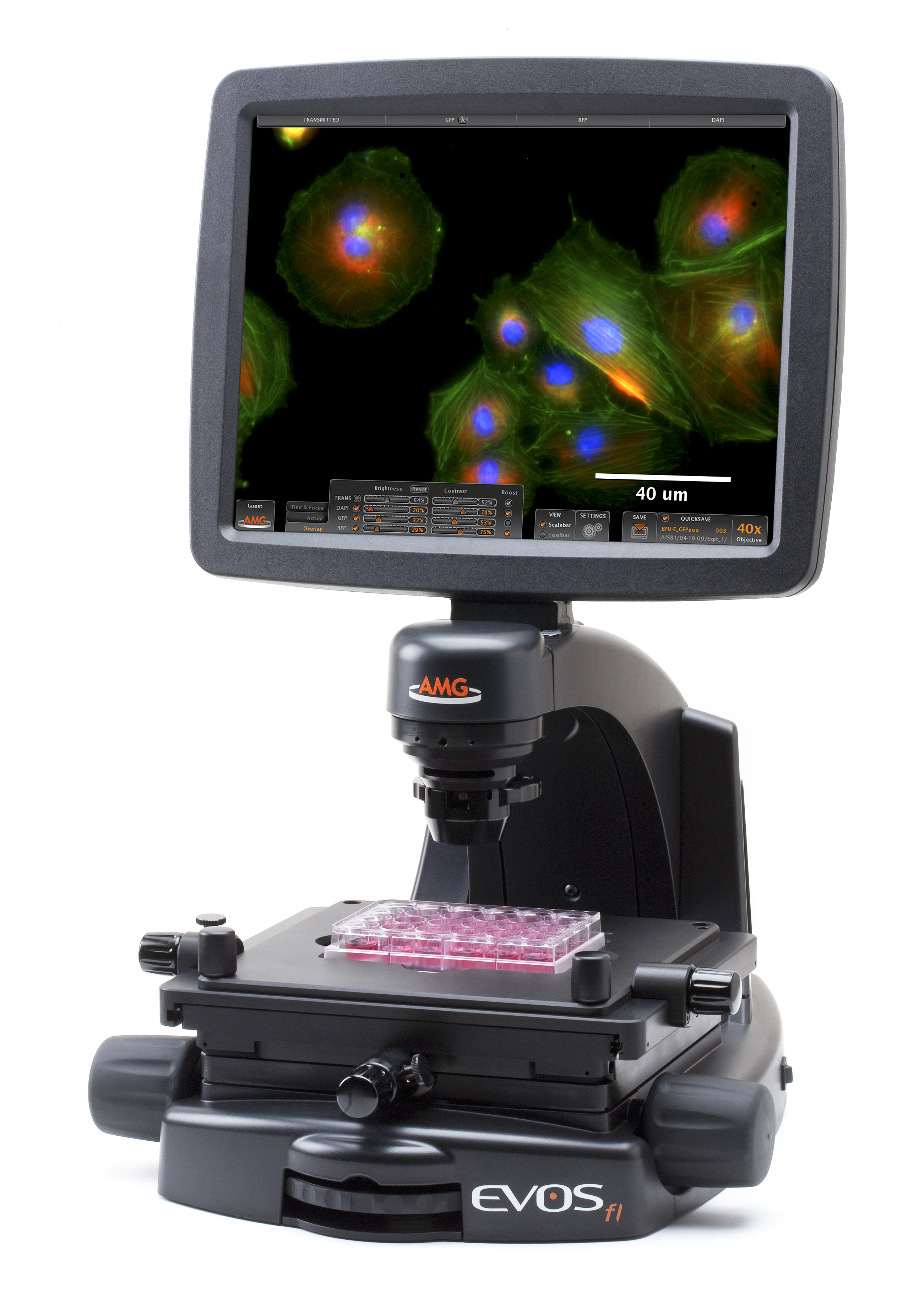
Microscopio invertido con monitor LCD en lugar de oculares.